# Max van der Stoel
Max van der Stoel (ur. 3 sierpnia 1924 w Voorschoten, zm. 23 kwietnia 2011 w Hadze) – holenderski polityk i dyplomata, parlamentarzysta, w latach 1965–1966 sekretarz stanu, w latach 1973–1977 i 1981–1982 minister spraw zagranicznych, pierwszy wysoki komisarz OBWE ds. mniejszości narodowych (1993–2001).

## Życiorys
Ukończył szkołę średnią w Lejdzie, do 1953 studiował prawo na Uniwersytet w Lejdzie. W latach 1953–1958 pracował w Wiardi Beckman Stichting – think tanku Partii Pracy. Od 1958 do 1965 był sekretarzem swojego ugrupowania do spraw międzynarodowych. W latach 1960–1963 zasiadał w Eerste Kamer. W latach 1963–1965 i 1967–1973, w 1977 oraz od 1978 do 1981 wykonywał mandat posła do Tweede Kamer.
Od lipca 1965 do listopada 1966 pełnił funkcję sekretarza stanu w resorcie spraw zagranicznych. W latach 1971–1973 był posłem do Parlamentu Europejskiego. Dwukrotnie wchodził w skład Zgromadzenia Parlamentarnego NATO – w latach 1968–1973 i 1978–1981. Zasiadał w Zgromadzeniu Doradczym Rady Europy i Zgromadzeniu Unii Zachodnioeuropejskiej (1967–1972). W latach 1968–1970 był sprawozdawcą Zgromadzenia Doradczego RE ds. Grecji, ujawniając w swoim raporcie stosowanie tortur przez reżim wojskowy czarnych pułkowników.
Od maja 1973 do grudnia 1977 sprawował urząd ministra spraw zagranicznych w gabinecie Joopa den Uyla. Ponownie zajmował to stanowisko od września 1981 do maja 1982 w drugim rządzie Driesa van Agta. Był jednym z inicjatorów aktu końcowego KBWE z 1975.
Był zdeklarowanym antyfaszystą i antykomunistą, wspierał dysydentów w Związku Socjalistycznych Republik Radzieckich i krajach ościennych. Krytykował łamanie praw człowieka w ZSRR i Polsce. Jako jeden z pierwszych polityków zachodnich skontaktował się z czechosłowackimi działaczami na rzecz praw człowieka z inicjatywy Karta 77, a także spotkał się z Janem Patočką i Václavem Havlem.
W latach 1983–1986 pełnił funkcję stałego przedstawiciela Holandii przy ONZ. Od 1986 do 1993 wchodził w skład Rady Stanu, instytucji konsultującej projekty aktów prawnych. W latach 1992–1999 był specjalnym sprawozdawcą Komisji Praw Człowieka ONZ ds. Iraku. W swoich raportach opisywał łamanie praw człowieka, informował o torturach i egzekucjach, braku wolności słowa i zgromadzeń, prześladowaniach mniejszości etnicznych i religijnych.
W grudniu 1992 został mianowany pierwszym wysokim komisarzem OBWE ds. mniejszości narodowych. Urząd ten objął w styczniu 1993, jego mandat był przedłużany dwukrotnie; w lipcu 2001 zastąpił go Rolf Ekéus. Pełniąc tę funkcję, Max Van der Stoel propagował działania prewencyjne i zapobieganie konfliktom poprzez integrację mniejszości narodowych z zachowaniem ich tożsamości, języka i kultury, a także poprzez edukację. Zajmował się m.in. sytuacją rosyjskiej mniejszości narodowej w Estonii i na Łotwie.
Doradzał wysokiemu przedstawicielowi do spraw zagranicznych i polityki bezpieczeństwa Javierowi Solanie w sprawach dotyczących Macedonii. Przyczynił się do powstania Uniwersytetu Europy Południowo-Wschodniej w Tetovie. Był wykładowcą prawa międzynarodowego i europejskiego na Uniwersytecie w Tilburgu.

## Odznaczenia i wyróżnienia
- Order Lwa Niderlandzkiego III klasy (1966)[2]
- Order Oranje-Nassau II klasy (1982)[2]
- Order Oranje-Nassau III klasy (1978)[2]
- Medal Honorowy za Przedsiębiorczość i Talent (1974)[2]
- Kawaler Orderu Domowego Nassauskiego Lwa Złotego (1999)[2][3]
- Order Honorowy Palm Surinamu I klasy (Surinam)[2]
- Order św. Michała i św. Jerzego II klasy (Wielka Brytania)[2]
- Order Feniksa I klasy (Grecja)[2]
- Order Księcia Jarosława Mądrego IV klasy (Ukraina)[11]
- tytuł ministra stanu (1991)[2]
- tytuł doktora honoris causa Uniwersytetu Narodowego im. Kapodistriasa w Atenach (1977) oraz Uniwersytetu w Utrechcie (1994)[2]

## Upamiętnienie
W 2001 holenderskie ministerstwo spraw zagranicznych ustanowiło nagrodę jego imienia, przyznawaną co dwa lata za zasługi w działalności na rzecz mniejszości narodowych w państwach OBWE. W 2012 na Uniwersytecie Europy Południowo-Wschodniej otwarto instytut im. Maxa van der Stoela. W 2014 w Pradze jego imieniem nazwano jeden z parków.